# Matões do Norte
Matões do Norte là một đô thị thuộc bang Maranhão, Brasil. Đô thị này có diện tích 781,963 km², dân số năm 2007 là 10589 người, mật độ 13,54 người/km².